# Tabaklunge
Tabaklunge (Tabakosis pulmonum) ist eine Form der Staublunge, die bei Arbeitern der Tabakindustrie durch Einatmen von  Tabakstaub vorkommt. Die Tabaklunge kann zu chronischen  Katarrhen der  Bronchien und der oberen Luftwege führen.